# Portské víno

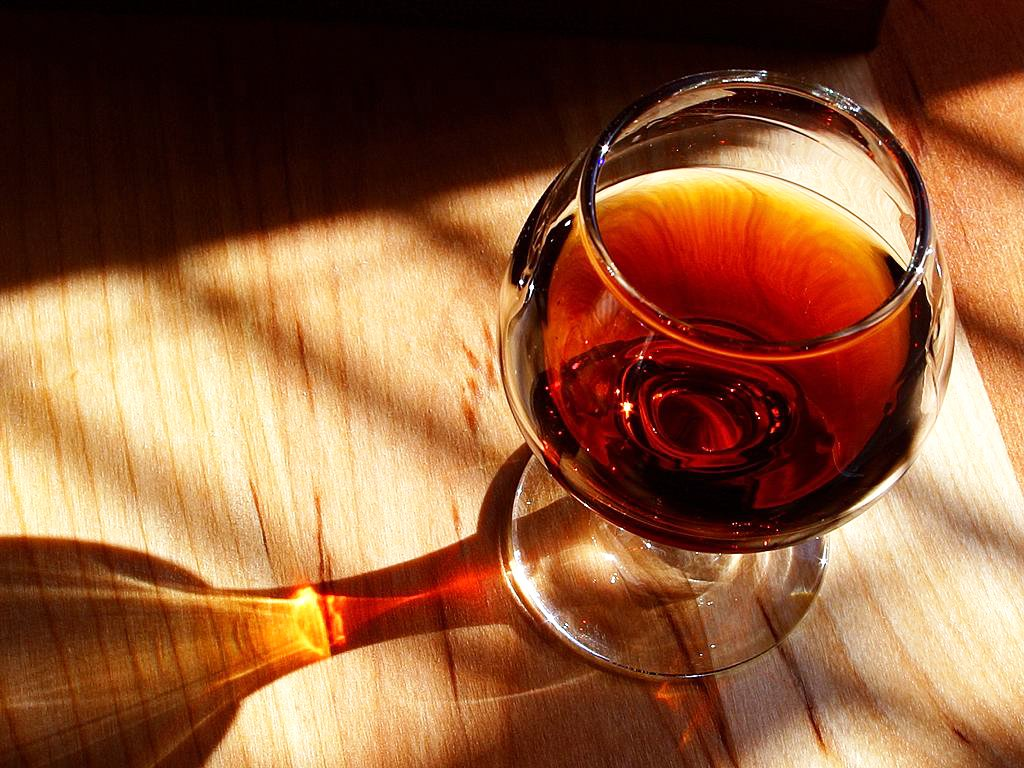
Portské víno

Portské víno (známé také pod názvy Porto, Oporto nebo v originále Vinho do Porto) je fortifikované (dolihované) víno produkované v údolích podél řeky Douro v severní části Portugalska, původem z Katalánska. 
Jedná se typicky o červené víno s vyšším podílem zbytkového cukru a obsahem  alkoholu (často je prezentováno jako dezertní víno). Objevuje se v suché, polosuché nebo také bílé variantě. Fortifikovaná vína v podobném stylu se vyrábějí i v zemích mimo Portugalsko, především v Austrálii, severní Africe, Kanadě, Indii, Argentině a USA. V rámci Evropské unie je ale označení Porto vyhrazeno jako ochranná známka původu pouze pro produkty portugalské provenience.

## Výroba
Portské se vyrábí výhradně z hroznů vypěstovaných a zpracovaných v oblasti údolí řeky Douro. Z hroznů se nejprve vylisuje a vyfiltruje mošt, který se nechá kvasit v uzavřených nádržích. Po vykvašení zhruba poloviny cukru (tou dobou má tento meziprodukt přibližně 8 % alkoholu) je mošt přečerpán do sudů, v nichž je už předem připravena vinná pálenka (70 % neutrální alkohol), která okamžitě kvašení zastaví. Nezkvašený cukr tak již zůstává ve víně a přidáním pálenky se zvedne obsah alkoholu na přibližně 19 až 22 procent. Víno pak ještě před nalahvováním dále dozrává v těchto sudech.

## Region Douro

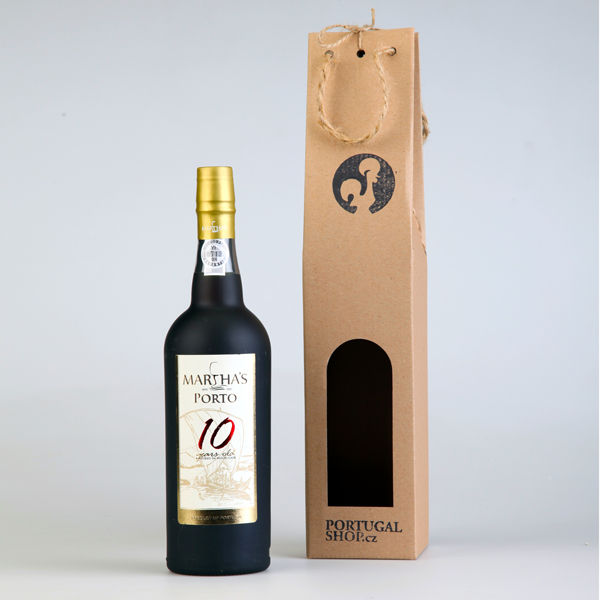
Portské víno z regionu Douro – archivní desetileté

Region Douro je zapsán v seznamu světového dědictví UNESCO. Střed této oblasti je situován řekou Douro a městem Trás-os-Montes. Region Alto Douro se nachází hned vedle města Porto. Je to velmi kopcovitá oblast obklopená horami. A právě hory dodávají oblasti její jedinečnost. Pohoří Marão a Montemuro slouží jako překážka, která oblast chrání před vlhkými západními větry vanoucími od Atlantiku. Leží v hlubokých údolích chráněných horami. Region se vyznačuje velmi chladnými zimami a oproti tomu horkými, suchými léty.
Již od počátku souvisí oblast Douro úzce s Anglií a s jejími vztahy s Francií 17. století. Anglie odvetně bojkotovala nebo zdaňovala francouzské víno a poskytovala obchodní výhody Portugalsku. Zbaveni svého zamilovaného červeného si angličtí konzumenti brzy zvykli na chuť portského vína z této oblasti. Vína Douro byla nakonec pojmenována po přístavu, z nějž byla dopravována. Pro ochranu kvality byla oblast výroby vína Douro vymezena v roce 1756, a to jako první na světě.
Uplynulo mnoho let, během nichž se technika výroby vína zlepšována, ale k hlavnímu oživení došlo v 70. letech dvacátého století, kdy mnoho mladých vinařů začalo investovat do know-how a technologie k výrobě některých nových vysoce kvalitních stolních vín. Tato vína jsou nyní široce uznávaná v mnoha mezinárodních soutěžních disciplínách experty z různých zemí. Na rozdíl od minulosti, kdy bylo Douro spojeno především s produkcí portského vína, se časy změnily. Region produkuje stejně nebo dokonce více stolního vína (bez přísady vinného destilátu) než tradičního portského, měřeno v objemových jednotkách. Vzhledem k rostoucí ceně tradičního portského se ale podíl tržeb za toto portské stále udržuje na hodnotách dvou třetin až tří čtvrtin celkové produkce. Nealkoholizované víno, tedy víno bez zvýšeného procenta alkoholu, je typicky nazýváno jako “víno Douro”. Tato vína jsou vyráběna z velkého počtu portugalských odrůd (Touriga Nacional, Tinta Roriz, Touriga Franca, Tinta Cão a Tinta Barroca), ale také z odrůd jiných zemí. Oblast Douro získala nejvyšší portugalské vinařské ocenění Denominação de Origem Controlada (D.O.C), neboli “kontrolované označení původu”. Tuto známku získala řada výborných portugalských vín z této oblasti, například označené víno “Alma Grande – DOC 2008 – Reserva, které je vyráběno výhradně z portugalské odrůdy “Touriga nacional”.

## Historie a tradice

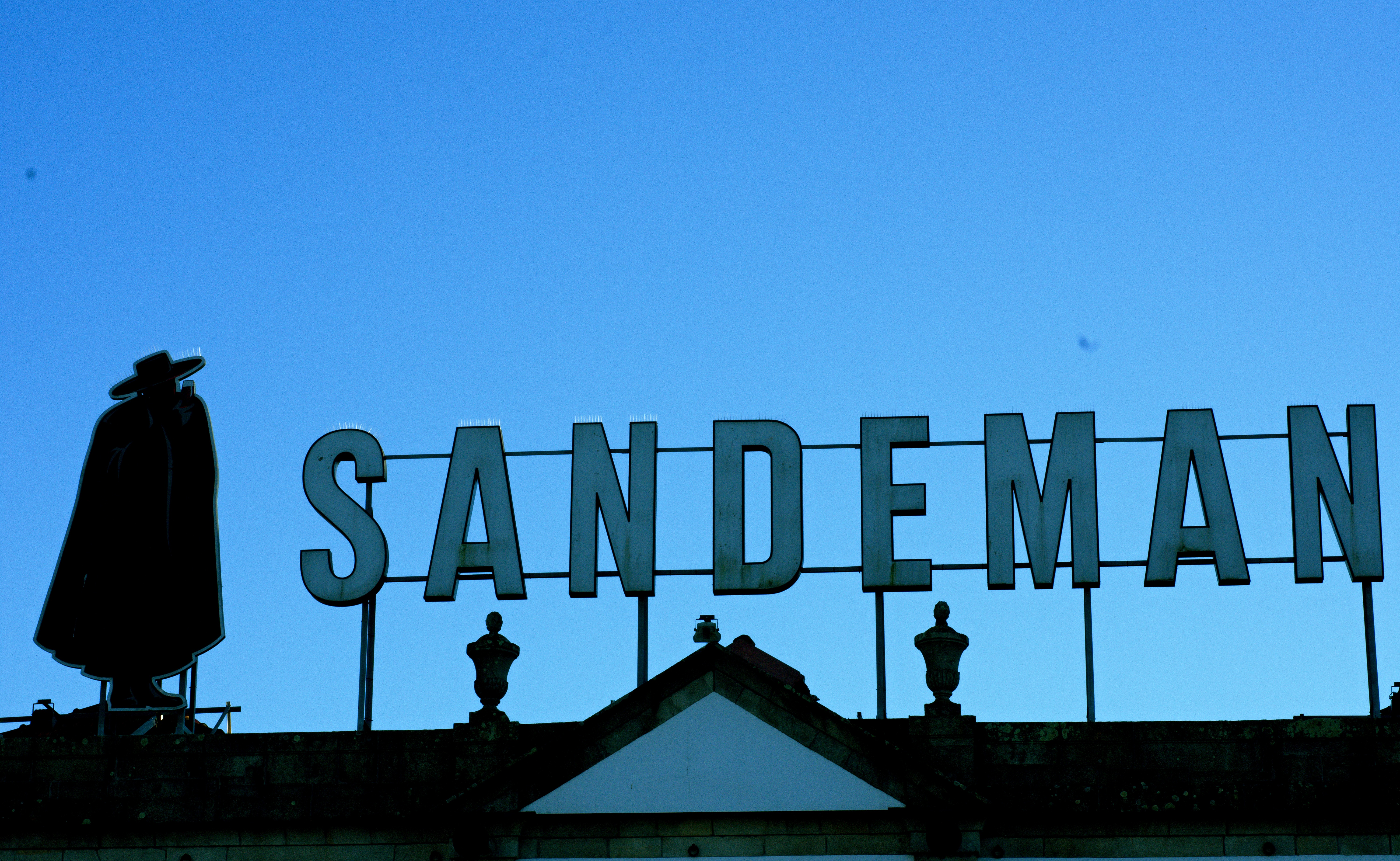
Historická značka portského vína, photos by Topi Pigula

Portské se na počátku 18. století během války o španělské dědictví stalo velmi oblíbeným v Anglii. Jelikož Anglie a Francie se v této válce ocitly na znepřátelených stranách, stal se import vína a dalšího zboží z Francie značně problematický. V roce 1703 tak byla podepsána obchodní dohoda, díky které mohli portugalští obchodníci importovat zboží do Británie při nezvykle nízkých clech. Během dlouhých plaveb po moři se ale víno často kazilo, a tak se pro zlepšení jeho trvanlivosti začalo fortifikovat, tedy dolihovávat vinným alkoholem.
V roce 1756 zde vznikla organizace Companhia Geral da Agricultura das Vinhas do Alto Douro (C.G.A.V.A.D., možno přeložit jako Všeobecná společnost vinařská na horním toku Doura). Jejím úkolem bylo garantovat úroveň kvality a chránit koncového zákazníka. Měla pravomoc rozhodovat také o tom, která portská vína půjdou na export a která budou spotřebována v tuzemsku. Douro se tak stalo v roce 1756 třetí nejstarší apelací (chráněným vinařský regionem). Starší je již pouze region Tokaj v Maďarsku/Slovensku (1730) a region Chianti v Itálii (1716).
Přetrvávající zájem anglických obchodníků o portské lze vidět i na dnešních slavných a po nich pojmenovaných značkách, jako je Osborne, Sandeman nebo Taylor. V britské armádě se také portským dodnes připíjí královně při všech oficiálních příležitostech.

## Druhy

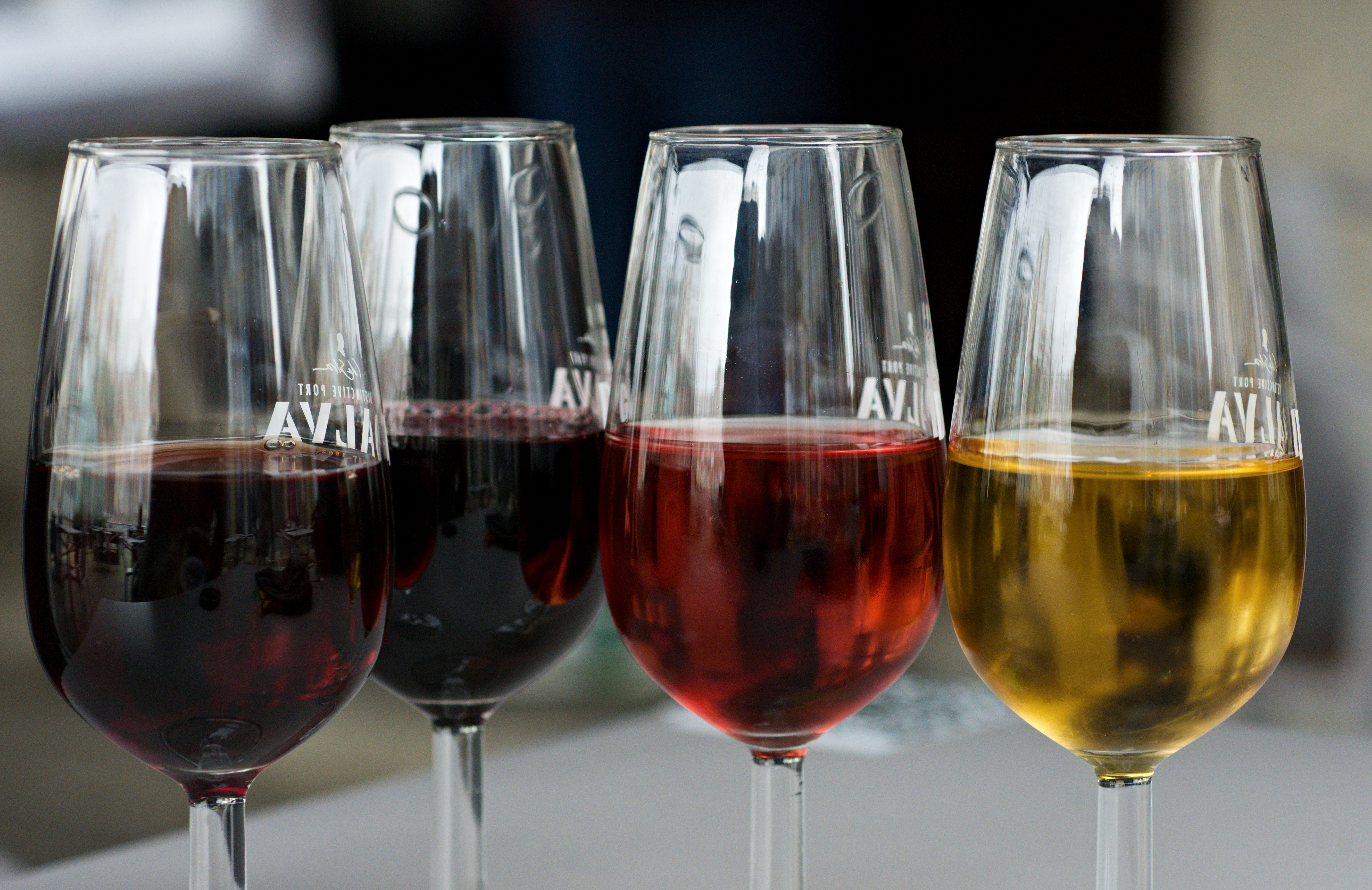
Barvy portského vína, photo by Topi Pigula

Institut vín z oblasti Douro a Porto (IVDP – Instituto dos Vinhos do Douro e Porto) dělí dále portské víno do dvou kategorií: běžná portská vína (klasické odrůdy portských vín ruby, tawny a bílé) a Categorias Especiais, speciální odrůdy, kam spadají všechna ostatní.

### Portské víno tawny
Portská vína tawny jsou vína vyráběná z červených hroznů, která zrají v dřevěných sudech a jsou vystavována postupné oxidaci a odpařování. V důsledku toho postupně dozrávají do zlatavě hnědé barvy. Vystavení kyslíku dodává vínu „ořechovou“ příchuť, která je namíchána tak, aby odpovídala klasické chuti portského vína. Portská vína tawny jsou sladká nebo polosuchá a jsou obvykle konzumována jako dezertní vína.

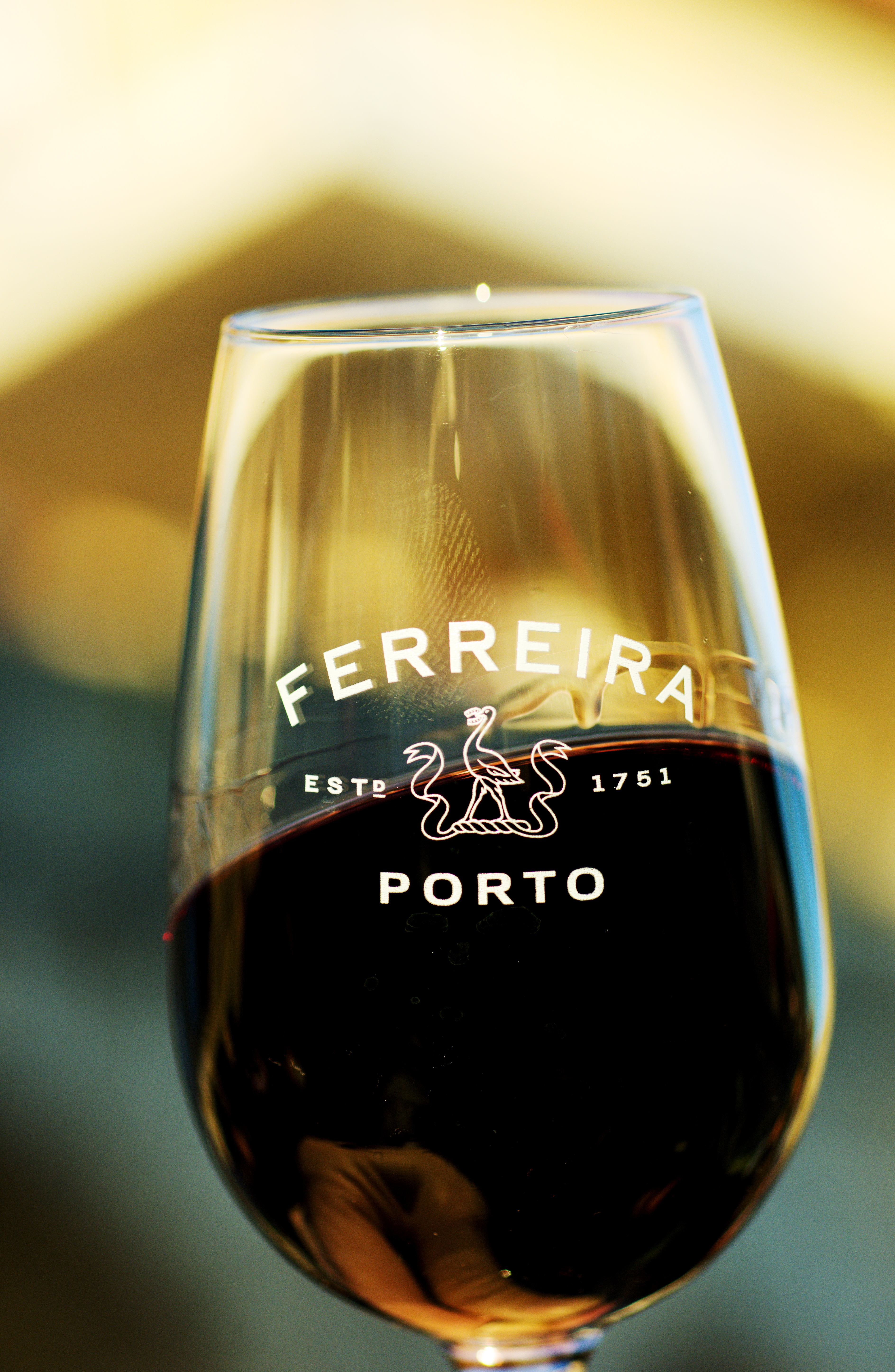
Sklenička portského vína - tawny, photograph by Topi Pigula

### Portské víno ruby
Portské víno ruby je nejlevnější a nejrozšířenější produkovaný druh portského. Po fermentaci je uloženo v nádržích vyrobených z betonu nebo nerezové oceli, aby se zabránilo oxidačnímu zrání a zachovala se jeho sytě červená barva. Toto víno se obvykle míchá tak, aby odpovídalo stylu značky, v jejímž rámci má být prodáváno. Víno je před lahvováním zjemňováno a filtrováno za studena a s věkem se obvykle nezlepšuje.

### Bílé portské
Bílé portské se vyrábí z bílých hroznů a lze jej vyprodukovat v široké škále stylů. Obyčejné bílé portské tvoří vynikající základ pro koktejl, zatímco ta starší chutnají nejlépe samotná, řádně vychlazená. Existuje celá řada druhů bílého portského, od suchého až po velmi sladké. Pokud bílá portská vína zrají po dlouhou dobu v dřevěných sudech, ztmavnou, případně dosáhnou bodu, kdy je obtížné (podle samotného vzhledu) určit, zda bylo původní víno červené nebo bílé.

### Speciální druhy portských vín
Colheita, Garrafeira, Druhy Reserve nebo vintage charakter, růžové portské, pozdně stáčené vintage (Late bottled vintage, LBV) Crusted, portské ročníkové víno typu Vintage, portské Single Quinta, Vintage, Vintages.